# سیارک ۲۵۰۲۳
سیارک ۲۵۰۲۳ (به انگلیسی: 25023 Sundaresh، نامگذاری:1998QA19) بیست و پنج هزار و بیست و سومین سیارک کشف شده‌است که در ۱۷ اوت ۱۹۹۸ کشف شد.
قدر مطلق سیارک برابر ۸.۱ است.